# Гольфстрим под айсбергом
«Гольфстрим под айсбергом» — латвийско-российская кинолента режиссёра Евгения Пашкевича. Фильм совместного производства латвийской кинокомпании «Nida Filma» и российского продюсерского центра «Хорошо Продакшн» был снят по мотивам произведений Анатоля Франса, объединенных мифом о Лилит, первой жене Адама. Съёмки фильма были начаты в 2001 году, но из-за проблем с финансированием работа над фильмом длилась 12 лет. Съёмки проходили в Латвии и Украине (Одесса). Фильм лауреат «Большого Кристапа» 2012 года.

## Сюжет
Упоминания о Лилит можно найти в древних легендах Востока, в Талмуде, каббалистике Средневековья. Согласно этим источникам она не была сотворена из ребра Адама, как Ева, но подобно ему была создана из глины. Тем не менее Адам не признал её равной себе, и она покинула его после ссоры, тем самым не запятнав себя первородным грехом. У Лилит нет души, она бессмертна. Она принимает любой облик, овладевает мужчинами против их воли и покидает, когда захочет, обрекая их на тоску и погибель. Что бы она ни делала, это не является ни Добром, ни Злом. Она — другого естества.
Киноальманах состоит из трёх связанных единым смыслом новелл:
- «Бегство» (1664 год, Ганза)
- «Утрата» (1883 год, Российская империя/Франция)
- «Аберрация чувств» (1990 год, Латвия)

## В ролях
- Вилле Хаапасало — Теофилиус
- Данила Козловский — Ари Брыльский
- Алексей Серебряков — Франц
- Ольга Шепицкая — Нида (1664) / жена Франца (1990)
- Резия Калныня — любовница Франца
- Анна Азарова — Лейла
- Лембит Ульфсак — Сафрак
- Регнарс Вайварс — Поль де Эрви
- Наталия Фиссон — тётя Поля
- Любомирас Лауцявичюс — отец  Поля
- Гирт Кестерис — Олег
- Алла Юганова — дочь Франца
- Виго Рога — философ в кабаке
- Татьяна Лютаева  — цыганка Лола
- Янис Рейнис — ветеринар
- Улдис Думпис, Петерис Лиепиньш  — мужчины в трамвае
- Ксения Раппопорт  — арабка в пустыне
- Юрий Цурило  — Борграф
- Екатерина Вилкова — Ивола
- Елена Морозова — девушка в кафе
- Вайда Бутите — София
- Игорь Черневич — капитан